# 도원중학교
도원중학교(桃源中學校)는 대한민국 대구광역시 달서구 도원동에 있는 공립 중학교이다.

## 학교 연혁
- 1995년 10월 28일 : 도원중학교 설립인가
- 1996년 4월 20일 : 신축공사 착공
- 1997년 3월 1일 : 초대 이태호 교장 취임, 도원초등학교에서 개교
- 1997년 3월 4일 : 제1회 입학식 (432명)
- 1997년 7월 18일 : 도원초등학교에서 현교사로 이전
- 1999년 3월 1일 : 대구광역시교육청지정 성교육 시범학교
- 1999년 10월 20일 : 대구광역시 학생과학발명품 경진대회 우수
- 2000년 11월 7일 : 대구광역시 과학전람회 우수
- 2000년 12월 29일 : 대구광역시 교육활동 유공학교 표창
- 2001년 3월 1일 : 대구광역시교육청지정 성교육 준거학교
- 2001년 11월 13일 : 대통령기 제21회 국민독서경진 구 예선대회 최우수
- 2001년 12월 29일 : 대구광역시 남부교육청 교육활동 유공학교 표창
- 2002년 3월 1일 : 대구광역시교육청지정 에너지절약교육 준거학교
- 2002년 12월 27일 : 대구광역시 학교교육정보화 표창
- 2003년 2월 12일 : 제4회 졸업식 (413명)
- 2003년 3월 1일 : 제4대 이상호 교장 취임
- 2003년 3월 4일 : 제7회 입학식 (489명)
- 2003년 12월 30일 : 대구광역시 학교교육정보화 우수
- 2004년 2월 12일 : 제5회 졸업식 (439명)
- 2004년 3월 3일 : 제8회 입학식 (512명)
- 2004년 9월 1일 : 제5대 신병현 교장 취임
- 2004년 12월 30일 : 대구광역시 학교교육정보화 표창
- 2004년 12월 30일 : 대구광역시 제2대 창의성 교육실적물 전시회 우수
- 2005년 2월 15일 : 제6회 졸업식 (454명)
- 2005년 3월 1일 : 대구광역시남부교육청 수준별 이동 수업 연구 중심 학교 지정
- 2005년 3월 3일 : 제9회 입학식 (590명)
- 2005년 12월 20일 : 대구광역시 과학전람회 및 제51회 전국 과학전람회 우수교
- 2005년 12월 29일 : 대구광역시 현장 교육 발전 유공 표창
- 2006년 2월 16일 : 제7회 졸업식 (477명)
- 2006년 3월 1일 : 대구광역시교육청지정 방과후학교 준거학교
- 2006년 3월 3일 : 제10회 입학식 (511명)
- 2006년 9월 6일 : 대구광역시 방과후학교 운영 우수사례 경진대회 최우수
- 2006년 12월 11일 : 대구광역시 제4회 창의성교육 실적물 전시회 최우수
- 2006년 12월 29일 : 대구광역시 학교 평가 최우수
- 2007년 2월 14일 : 제8회 졸업식 (511명)
- 2007년 3월 1일 : 남부교육청지정 2007 방과후학교 선도학교 운영
- 2007년 3월 1일 : 제6대 정병표 교장선생님 취임
- 2007년 3월 2일 : 제11회 입학식 (505명)
- 2007년 7월 6일 : 대구광역시 제3회 합창 경연대회 최우수
- 2007년 7월 12일 : 제3회 남부교육혁신 경진대회 최우수
- 2007년 8월 29일 : 대구광역시 방과후학교운영 경진대회 장려
- 2007년 12월 28일 : 대구광역시교육청 학교평생학습관 운영 유공 표창
- 2008년 2월 4일 : 제9회 졸업식 (593명)
- 2008년 2월 28일 : 2007.03.01~2008.02.28 도원중학교 부설 제1기 학모교육대학 운영
- 2008년 3월 1일 : 남부교육청지정 2008 좋은 시 읽기 중심학교
- 2008년 3월 3일 : 제12회 입학식 (483명)
- 2008년 7월 4일 : 대구광역시 제4회 합창・합주경연대회 우수상
- 2008년 12월 26일 : 남부교육청 현장교육발전 유공 표창
- 2009년 2월 12일 : 제10회 졸업식 (487명)
- 2009년 2월 12일 : 제13회 입학식 (477명)
- 2009년 3월 1일 : 남부교육청 지정 상벌점제 운영 지원 학교
- 2009년 3월 1일 : 남부교육청 지정 교생실습 협력 학교
- 2009년 3월 1일 : 남부교육청 지정 금연 중심 학교
- 2009년 5월 30일 : 대구광역시 제9회 국민생활체육 대구광역시장기 농구대회 준우승
- 2009년 7월 14일 : 대구광역시 학부모와 함께하는 제5회 합창・합주경연대회 우수
- 2010년 2월 10일 : 제12회 졸업식 (483명)
- 2011년 3월 1일 : 대구광역시교육청지정 EBS 시범학교
- 2011년 3월 2일 : 제15회 입학식 (421명)
- 2011년 6월 17일 : 제16회 대구광역시장기 전국남녀볼링대회 종합 우승
- 2011년 7월 14일 : 교육과학기술부지정 과목 중점형 교과교실제
- 2011년 12월 21일 : 대구광역시 주제가 있는 학교특색경영 공모 (비전가꾸기를 통한 진로교육) 최우수
- 2011년 12월 26일 : 국가수준 학업성취도 학력평가 우수
- 2012년 2월 9일 : 제13회 졸업식 (460명)
- 2012년 3월 2일 : 제16회 입학식 (344명)
- 2020년 3월 1일 : 제11대 변혜경 교장 취임
- 2022년 1월 28일 : 제23회 졸업식(174명) 졸업생 총수(9,225명)
- 2022년 3월 2일 : 제26회 입학식(8학급 216명)

## 참고 자료
- 도원중학교 - 한국교육학술정보원 학교알리미